# Marékhaffo
Marékhaffo (ou Marékaffo) est une commune rurale malienne, située dans le pays de la Diafounous, chef-lieu l'arrondissement de Tambacara dans le cercle de Yélimané et la région de Kayes, elle a pour chef-lieu la localité de Dogofiry.

## Villages
La commune s'étend sur 3 localités relevées lors du recensement général de 2009. 
Les villages les plus peuplés sont :
- Dogofiry (3 394 habitants) ;
- Diakadromou (1 066 habitants) ;

En 2023, la loi 2023-007 attribue à la commune 3 villages, fractions ou quartiers.
- Dogofiry
- Diabougou
- Diakadromou